# Луковое поле (фильм, 1979)
«Луковое поле» — кинофильм. Экранизация одноимённого произведения Джозефа Уэмбо.

## Сюжет
В Калифорнии, в 1963 году, преступники Грег Пауэл и Джимми Смит похищают двоих полицейских, остановивших их на дороге. Они отвозят их на пустынное луковое поле, где одного из полицейских, Яна, убивают. Второму полицейскому, Карлу, удаётся бежать. Вскоре преступников ловят, но напоминающее о смерти товарища затянувшееся расследование делает жизнь Карла невыносимой...

## В ролях
- Джон Сэвидж — детектив Карл Френсис Геттингер
- Джеймс Вудс — Грегори Пауэл
- Фрэнклин Силз — Джимми Ли Смит
- Тед Дэнсон — детектив Ян Джеймс Кэмпбел
- Ронни Кокс — детектив сержант Пьер Брукс
- Дэвид Хаффман — Фил Хэлфин
- Кристофер Ллойд — тюремный юрист
- Диана Халл — Хелен Геттингер
- Присцилла Пойнтер — Крисс Кэмпбел
- Ричард Херд — полицейский
- Лиллиан Рэндольф — Нана, бабушка Джимми

## Номинация
- 1980 «Золотой глобус»
  - Лучшая мужская роль — драма (Джеймс Вудс)